# 我叫多麥特
《我叫多麥特》（英語：Dolemite Is My Name）是一部2019年美國傳記喜劇片，由克雷格·布魯爾執導，史考特·亞歷山大與萊瑞·卡拉蘇斯基撰寫劇本。其主演包括艾迪·墨菲、基根-麥可·奇、麥克·伊皮斯、克雷格·羅賓森、 泰塔斯·伯傑斯、達芬·喬伊·藍道夫和衛斯里·史奈普。故事描述喜劇演員兼電影演員和導演的魯迪·瑞·摩爾（墨菲飾演）在被好萊塢拒於門外後，自行發行了1975年黑人剝削電影《多麥特》而聞名。
該片2019年9月7日的多倫多國際影展上首映，2019年10月4日在美國有限上映，2019年10月25日在Netflix上發行。

## 劇情
在1970年代的洛杉磯，魯迪·瑞·摩爾是一位苦苦掙扎的藝人，白天時在唱片行工作並試圖在店內的廣播電台中播出自己的音樂。晚上，他在俱樂部裡擔任歌手班·泰勒和其樂團的司儀。他要求俱樂部的老闆給他一段時間以表演自己的脫口秀，但卻遭到拒絕。有一天，摩爾在唱片店中遇見了一個大聲說書的流浪漢，並提到了「多麥特（Dolemite）」一名。摩爾便打算在自己工作的俱樂部中打造「多麥特」這個舞台角色來表演。身著皮條客式服裝並揮舞著拐杖的摩爾以多麥特的身份登上俱樂部舞台，並以低俗的幽默和口齒不清的口氣述說「表意猴」一笑話，而泰勒和他的團隊在舞台上加入他的行列以幫摩爾配樂，這段演出逗得全場觀眾哈哈大笑。
摩爾要求他的姑姑出錢為他錄製一張喜劇專輯。他讓他的朋友吉米·林區在其家中現場錄製。在製作幾張唱片後，摩爾開始以在汽車後車廂私下交易的方式將其出售（因其低俗的內容而無法在一般的唱片通路上販售）。專輯被證明很受歡迎，引起了唱片公司的注意，而讓公司同意將該專輯推銷給唱片商店。摩爾提議透過深南部地區進行巡迴演出，以推廣他的專輯。在密西西比州時，他遇到了一個名為李德夫人的單身母親，並說服對方加入他的行列。
摩爾和他的朋友們看了電影《滿城風雨》來慶祝這次巡迴的成功。戲院內大多的白人觀眾都覺得這部電影很有趣，但是摩爾和他的朋友們並不喜歡它。摩爾為此獲得啟發，並打算拍一部以多麥特為主角的電影。在被電影製片人拒絕後，摩爾向唱片公司索取從專輯中版稅的預付款，以用來資助電影。唱片高管們同意這樣做，但是要警告摩爾如果失敗，那他將終生欠他們債務。
在和劇作家傑瑞·瓊斯取得聯繫後，雖然起初不願意，但對方最後仍同意為摩爾編寫劇本。摩爾和泰勒去一家脫衣舞俱樂部，找到了《失嬰記》（1968年）的演員杜爾凡·馬汀並請他在摩爾的電影中參演；馬汀最初對摩爾等人的態度滿到不滿，但在得知自己被授予導演一職後則答應了請求。摩爾和他的朋友們將廢棄的舊旅館改建成臨時的製片廠兼舞台。瓊斯邀請了一群來自加利福尼亞大學洛杉磯分校的白人電影學生擔任電影攝製組的工作，其中包括尼可拉斯·喬瑟夫·馮·史登堡。
摩爾、馬汀、瓊斯和工作人員開始拍攝以功夫為主題的黑人剝削電影《多麥特》。摩爾對空手道的了解和對劇組人員的溺愛讓馬汀感到沮喪。雖然很多演員和劇組人員在拍片時都充滿了樂趣，但馬汀在殺青後迅速地離開，並聲稱這部電影永遠沒人要看。摩爾聯繫的各大片商都沒有人願意發行《多麥特》，這讓熱情不高的他決定重返巡演演出的工作。在印第安納州，當地的DJ巴比向摩爾詢問電影的上映日時，對方表示自己真的無法回答。巴比說摩爾可以適當的宣傳來在城市首映這部電影。摩爾決定接受他的提議，在整個鎮上自己推銷這部電影。雖然摩爾花了很多錢在四面牆發行上，但摩爾還是很高興看到戲院外等著的一大群人，而觀眾最後也非常喜歡《多麥特》。
好萊塢電影製片人勞倫斯·伍爾納的次元影業先前曾拒絕了《多麥特》，但他在得知電影於印第安納州的首映相當成功後與摩爾聯繫，希望買下其發行權。摩爾等人與次元影業的人見面後，他表示能繼續憑自己的能力推廣電影，但對方有能力將電影廣泛地在各戲院發行，每個人都會從中獲利。摩爾同意並開始致力於電影的專業宣傳。在前往電影的好萊塢首映會時，摩爾和演員們讀了影評人對《多麥特》的負面評論，而使他們的情緒陷入低迷。但當到達目的地後，摩爾等人驚訝地看到有大批的人群在戲院外頭為他們歡呼。當演員和工作人員走進戲院內看電影時，摩爾選擇一直待在外頭以娛樂那些不得不等待下一場演出的人群。
在片尾中提到，魯迪·瑞·摩爾繼續巡迴演出並與朋友們製作《多麥特》的續集，直到2008年去世。而在現今他已被認為是「饒舌之父」。同時，還播放了幾段原版《多麥特》的片段。

## 演員
- 艾迪·墨菲飾演魯迪·瑞·摩爾（英语：Rudy Ray Moore）
- 基根-麥可·奇飾演傑瑞·瓊斯（Jerry Jones）
- 麥克·伊皮斯（英语：Mike Epps）飾演吉米·林區（Jimmy Lynch）
- 克雷格·羅賓森飾演班·泰勒（Ben Taylor）
- 泰塔斯·伯傑斯（英语：Tituss Burgess）飾演西奧多·托尼（Theodore Toney）
- 達芬·喬伊·藍道夫飾演李德夫人（Lady Reed）
- 衛斯里·史奈普飾演杜爾凡·馬汀（英语：D'Urville Martin）
- 亞歷山大·菲利蒙諾維奇（英语：Aleksandar Filimonović）飾演喬瑟夫·比哈里（英语：Bihari brothers）
- T.I.飾演華特·肯恩（Walter Crane）
- 克里斯·洛克飾演巴比·韋爾（Bobby Vale）
- 羅恩·西法斯·瓊斯（英语：Ron Cephas Jones）飾演瑞科（Ricco）
- 路奈爾（英语：Luenell）飾演姑姑
- 寇帝·史密-麥菲飾演尼可拉斯·喬瑟夫·馮·史登堡
- 史努比狗狗飾演羅伊（Roj）
- 鮑勃·奧登科克飾演勞倫斯·伍爾納（英语：Lawrence Woolner）
- 吉兒·薩維爾（Jill Savel）飾演白人女演員

## 製作
2018年6月7日，導演克雷格·布魯爾被Netflix雇來執導由史考特·亞歷山大與萊瑞·卡拉蘇斯基編寫的傳記電影《我叫多麥特》，故事主要描述喜劇演員魯迪·瑞·摩爾製作1975年黑人剝削電影《多麥特》的心路歷程；同時，艾迪·墨菲將在片中主演摩爾。同月，衛斯里·史奈普、T.I.、基根-麥可·奇和亞歷山大·菲利蒙諾維奇等主要演員陸續簽約出演。2018年7月，克里斯·洛克和克雷格·羅賓森加入演出陣容。主要拍攝於2018年6月12日開始進行。

## 發行
《我叫多麥特》2019年9月7日在多倫多國際影展上舉行全球首映。該片2019年10月4日在美國有限上映，後於同年10月25日在Netflix上發行。

## 反響
《我叫多麥特》在影評界和觀眾間皆獲得了普遍讚譽。該片在爛番茄網站上基於159條評論而持有98%的新鮮度，平均得分為7.91／10；該網站共識：「在誇大魯迪·瑞·摩爾的門外漢虛構故事中，艾迪·墨菲讓《我叫多麥特》與它的主題一樣大膽、傲慢且最終難以抗拒。」。而在Metacritic上則獲得78分（滿分100），代表「普遍好評」。

## 外部連結
- 互联网电影数据库（IMDb）上《我叫多麥特》的资料（英文）
- 在Netflix上觀看《我叫多麥特》